# Lacena Golding-Clarke
Lacena Golding-Clarke (geb. Golding; * 20. März 1975) ist eine ehemalige jamaikanische Hürdenläuferin, die auf die 100-Meter-Distanz spezialisiert war.

## Leben
Sie begann ihre Karriere als Weitspringerin und gewann in dieser Disziplin Bronze bei den Zentralamerika- und Karibikspielen 1998 und Gold bei den Zentralamerika- und Karibikmeisterschaften 1999. Bei den Olympischen Spielen 1996 in Atlanta und 2000 in Sydney sowie bei den Weltmeisterschaften 1997 in Athen und 1999 in Sevilla schied sie in der Qualifikation aus.
Nach ihrer Heirat mit dem Sprinter Davian Clarke wechselte sie zum Hürdenlauf, den sie bis dahin eher sporadisch betrieben hatte, und wurde Achte über 60 Meter Hürden bei den Hallenweltmeisterschaften 2001 in Lissabon. Im Jahr darauf siegte sie bei den Commonwealth Games 2002 in Manchester.
2003 wurde sie Vierte über 60 Meter Hürden bei den Hallenweltmeisterschaften in Birmingham, gewann Bronze bei den Panamerikanischen Spielen in Santo Domingo und wurde Achte bei den Weltmeisterschaften in Paris/Saint-Denis. 2004 wurde sie Sechste bei den Hallenweltmeisterschaften in Budapest, Fünfte bei den Olympischen Spielen in Athen und Dritte beim Leichtathletik-Weltfinale.
Einem weiteren sechsten Platz bei den Hallenweltmeisterschaften 2006 in Moskau folgte im selben Jahr ein vierter Platz bei den Commonwealth Games in Melbourne. Bei den Weltmeisterschaften 2007 in Osaka und bei den Weltmeisterschaften 2009 in Berlin erreichte sie das Halbfinale und bei den Hallenweltmeisterschaften 2008 in Valencia wurde sie Vierter.
Nachdem sie bei den Hallenweltmeisterschaften 2010 zum sechsten Mal in Folge das Finale erreicht hatte und Siebte geworden war, beendete sie ihre sportliche Karriere.
Lacena Golding-Clarke ist 1,68 m groß und wog in ihrer aktiven Zeit 61 kg. 1998 schloss sie ein Studium an der Auburn University ab.

## Persönliche Bestleistungen
- 50 m Hürden (Halle): 6,80 s, 21. Februar 2008, Stockholm
- 60 m Hürden (Halle): 7,83 s, 12. Februar 2006, Leipzig
- 100 m Hürden: 12,68 s, 26. Juni 2005, Kingston
- Weitsprung: 6,87 m, 27. Juni 1998, Kingston
  - Halle: 6,61 m, 28. Februar 1998, Baton Rouge